# أسبلاط إبري
أسبلاط إبري (الاسم العلمي:Aspalathus acicularis) هو نوع من النباتات يتبع جنس الأسبلاط من الفصيلة البقولية.